# Taux d'expansion (théorie des graphes)
Pour les articles homonymes, voir Taux d'expansion.
En mathématiques, et plus particulièrement en théorie des graphes, le taux d'expansion d'un graphe est une mesure de connectivité de ce graphe. Informellement, un grand taux d'expansion veut dire que n'importe quel sous-ensemble de sommets relativement petit possède beaucoup de connexions avec le reste du graphe.
Cette mesure est surtout utilisée en raison des propriétés intéressantes des graphes ayant un fort taux d'expansion, parfois appelés graphes expanseurs. On les retrouve notamment en informatique théorique.

## Définitions

Les sommets coloriés en vert ont pour frontière l'ensemble des arêtes beiges. La frontière intérieure sont les sommets verts entourés en beige. La frontière extérieure sont les sommets noirs entourés en beige.

### Frontière d'une partie du graphe
Soit {\displaystyle G=(V,E)} un graphe non orienté à {\displaystyle n} sommets et {\displaystyle W} un sous-ensemble de sommets de {\displaystyle V}. On appelle frontière (boundary) de {\displaystyle W}, notée {\displaystyle \partial (W)}, l’ensemble des arêtes de {\displaystyle G} partant d'un sommet de {\displaystyle W} et n'aboutissant pas à un sommet de {\displaystyle W}. En notation mathématique, cela donne :
{\displaystyle \partial (W)=\{wv\in E:w\in W,v\in V\setminus W\}}.
Notons que l'ensemble {\displaystyle \partial (W)}peut aussi être défini comme la coupe entre {\displaystyle W} et {\displaystyle V-W}. Cette frontière est définie comme un ensemble d'arêtes, on parle parfois de frontière des arêtes (edge boundary) pour la différencier des notions de frontières des sommets (vertex boundaries) :
- la frontière des sommets extérieure (outer vertex boundary)[4] notée {\displaystyle \partial _{\text{out}}(W)} est définie comme l'ensemble des sommets de {\displaystyle V\setminus W} ayant au moins un voisin dans {\displaystyle W} :

{\displaystyle \partial _{\text{out}}(W)=\{v\in V\setminus W:\exists w\in W,wv\in E\}} ;
- la frontière des sommets intérieure (inner vertex boundary)[4] notée {\displaystyle \partial _{\text{in}}(W)} est définie comme l'ensemble des sommets de {\displaystyle W} ayant au moins un voisin dans {\displaystyle V\setminus W} :

{\displaystyle \partial _{\text{in}}(W)=\{w\in W:\exists v\in V\setminus W,wv\in E\}}.
Sur la figure, la frontière intérieure est en vert entouré en beige et la frontière extérieure en noir entouré en beige.

### Taux d'expansion
Le taux d'expansion du graphe non orienté {\displaystyle G} est :
{\displaystyle h(G)=\min _{|W|\leq n/2}{\frac {|\partial (W)|}{|W|}}}.
En d'autres termes, {\displaystyle h(G)} est le minimum, pris sur des parties {\displaystyle W} comportant au maximum {\displaystyle n/2} sommets, du rapport entre le nombre d'arêtes de la frontière de {\displaystyle W} et le nombre de sommets de {\displaystyle W}.
{\displaystyle h(G)} est aussi appelé nombre isopérimétrique (isoperimetric number) ou constante de Cheeger, sachant qu'il existe aussi une constante de Cheeger en géométrie riemannienne[réf. nécessaire].
On remarque que {\displaystyle h(G)} est calculé sur le nombre d'arêtes s'échappant de {\displaystyle W} et non pas sur le nombre de sommets juste à l'extérieur de {\displaystyle W}. Cela ne donne pas toujours la même valeur : deux arêtes issues de deux sommets différents de {\displaystyle W} peuvent aboutir au même sommet de {\displaystyle V\setminus W}. On précise donc qu'il s'agit du taux d'expansion des arêtes (edge expansion).
On peut aussi définir des taux d'expansion des sommets (vertex expansion) :
- {\displaystyle h_{\text{out}}(G)=\min _{0<|W|\leq n/2}{\frac {|\partial _{\text{out}}(W)|}{|W|}}} ;
- {\displaystyle h_{\text{in}}(G)=\min _{0<|W|\leq n/2}{\frac {|\partial _{\text{in}}(W)|}{|W|}}}.

On a les relations :
{\displaystyle h_{\text{out}}(G)\leq h(G)\leq \Delta \cdot h_{\text{out}}(G)}
{\displaystyle h_{\text{in}}(G)\leq h(G)\leq \Delta \cdot h_{\text{in}}(G)}
où {\displaystyle \Delta } est le degré maximal du graphe.

### Graphe expanseur
Soit {\displaystyle G} un graphe non orienté à {\displaystyle n} sommets. Le graphe {\displaystyle G} est un graphe expanseur de facteur {\displaystyle c>0} si, pour tout sous-ensemble de sommets {\displaystyle W} de cardinal {\displaystyle |W|\leq n/2}, on a {\displaystyle |\partial (W)|\geq c\,|W|}. On dit aussi que le graphe est {\displaystyle c}-expanseur. Certains auteurs imposent dans la définition un degré maximal aux sommets du graphe, afin qu'il reste creux (le graphe complet n'a en effet vraiment pas de mérite à être fortement connecté).
On remarque que {\displaystyle c\leq h(G)} : le taux d'expansion {\displaystyle h(G)} est la meilleure valeur pour {\displaystyle c}.
Tout graphe connexe à {\displaystyle n} sommets est {\displaystyle {\frac {2}{n}}}-expanseur : il existe toujours au moins une arête pour s'échapper d'une partie du graphe, sinon il ne serait pas connexe.

## Historique et applications
La notion de graphe expanseur et de taux d'expansion remonte aux années 1970. La motivation initiale était de construire des réseaux (téléphoniques ou informatiques) robustes.
En mathématiques, on retrouve cette notion pour graphes de Cayley de certains groupes de matrices et dans la conjecture de Baum-Connes. On la rencontre aussi dans les taux de convergence des chaînes de Markov et dans l'étude des algorithmes de Monte-Carlo. Enfin, elle joue un rôle dans le problème isopérimétrique.
On utilise les graphes à fort taux d'expansion en informatique théorique pour construire des familles de codes correcteurs d'erreur. Ils sont aussi utilisés pour des preuves en théorie de la complexité, notamment pour la preuve d'Irit Dinur du théorème PCP et la preuve d'Omer Reingold que L=SL. Ils sont aussi liés aux aspects probabilistes de l'informatique.

## Encadrement du taux d'expansion dans le cas des graphes réguliers
Il est difficile de calculer directement le taux d'expansion d'un graphe, du moins dans le cas général. En effet, le nombre de parties de ce graphe comportant moins de la moitié des sommets croît rapidement en fonction du nombre de sommets et on a du mal à examiner tous les cas. Il est donc intéressant de disposer d'un encadrement de cette valeur.
Rappelons que la matrice d'adjacence d'un graphe non orienté est symétrique et qu'elle est donc à valeurs propres réelles. Par ailleurs, pour un graphe d-régulier (i.e. un graphe où tous les sommets ont le même nombre d de voisins), la plus grande valeur propre est le degré d du graphe. Le résultat suivant est dû à J. Cheeger, P. Buser, J. Dodziuk, N. Alon et V. D. Milman :
Théorème — Soit {\displaystyle A} la matrice d'adjacence d'un graphe {\displaystyle G} {\displaystyle d}-régulier. Soit {\displaystyle \lambda _{2}} sa deuxième plus grande valeur propre. Alors le taux d'expansion {\displaystyle h(G)} du graphe vérifie {\displaystyle {\frac {d-\lambda _{2}}{2}}\leq h(G)\leq {\sqrt {2d(d-\lambda _{2})}}}.
La quantité {\displaystyle d-\lambda _{2}} est appelée trou spectral (spectral gap).

## Exemples

### Graphe non connexe

Exemple de graphe non connexe.

Considérons le graphe 2-régulier à 6 sommets G ci-contre (n = 6, d = 2).
En regardant le graphe, on voit que, pour une partie W égale à l'un des deux groupements de 3 sommets, il n'y a aucune arête qui parte vers un sommet de l'autre groupement. Le taux d'expansion h(G) vaut 0 et le graphe n'est pas expanseur.
La matrice d'adjacence correspondant au graphe est :
{\displaystyle {\begin{pmatrix}0&1&1&0&0&0\\1&0&1&0&0&0\\1&1&0&0&0&0\\0&0&0&0&1&1\\0&0&0&1&0&1\\0&0&0&1&1&0\\\end{pmatrix}}}
Le calcul montre que les deux plus grandes valeurs propres sont toutes deux égales à 2. Ce n'est pas étonnant, un graphe est non connexe si et seulement si les deux plus grandes valeurs propres de la matrice d'adjacence sont égales.
On en déduit :
{\displaystyle {\frac {d-\lambda _{2}}{2}}={\frac {2-2}{2}}=0}
{\displaystyle {\sqrt {2d(d-\lambda _{2})}}={\sqrt {2\cdot 2(2-2)}}=0}
Par conséquent, {\displaystyle 0\leq h(G)\leq 0} : on retrouve bien que h(G) vaut 0.

### Graphe de Petersen

Graphe de Petersen.

Considérons le graphe 3-régulier à 10 sommets G ci-contre (n = 10, d = 3).
Numérotons les sommets en tournant deux fois, la première fois autour du pentagone extérieur, la deuxième fois autour de l'étoile intérieure. Avec cette numérotation, la matrice d'adjacence est :
{\displaystyle {\begin{pmatrix}0&1&0&0&1&1&0&0&0&0\\1&0&1&0&0&0&1&0&0&0\\0&1&0&1&0&0&0&1&0&0\\0&0&1&0&1&0&0&0&1&0\\1&0&0&1&0&0&0&0&0&1\\1&0&0&0&0&0&0&1&1&0\\0&1&0&0&0&0&0&0&1&1\\0&0&1&0&0&1&0&0&0&1\\0&0&0&1&0&1&1&0&0&0\\0&0&0&0&1&0&1&1&0&0\\\end{pmatrix}}}
Le calcul montre que les deux plus grandes valeurs propres de cette matrice sont 3 et 1.
On en déduit :
{\displaystyle {\frac {d-\lambda _{2}}{2}}={\frac {3-1}{2}}=1}
{\displaystyle {\sqrt {2d(d-\lambda _{2})}}={\sqrt {2\cdot 3(3-1)}}=2{\sqrt {3}}}
Par conséquent, {\displaystyle 1\leq h(G)\leq 2{\sqrt {3}}\simeq 3,46}.
En fait, {\displaystyle h(G)=1}. Pour s'en persuader, il suffit de considérer les 5 sommets de l'étoile centrale : il n'y a que 5 arêtes qui s'en échappent, ce qui correspond à un rapport arêtes de la frontière divisé par le nombre de sommets égal à 1.

### Graphe cycle

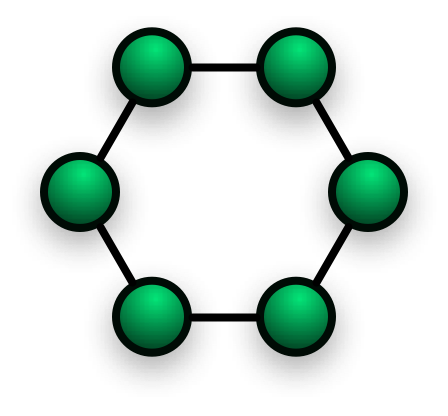
Graphe cycle avec n = 6 sommets.

Considérons le graphe 2-régulier à n sommets G ci-contre (n pair et variable, d = 2).
Considérons une partie W de V de moins de n / 2 sommets :
- dans le « meilleur » des cas, les sommets de W sont éloignés les uns des autres, et il part deux arêtes de chaque sommet ;
- dans le « pire » des cas, les sommets de W sont tous regroupés d'un côté du graphe, et il n'y a que deux voies de sortie de cet ensemble.

Le minimum du rapport {\displaystyle {\frac {|\partial (W)|}{|W|}}} est atteint pour la plus grande valeur du nombre de sommets de W, c'est-à-dire n / 2.
On en déduit que {\displaystyle h(G)={\frac {2}{(n/2)}}={\frac {4}{n}}}.
Quand le nombre de sommets augmente, cette valeur tend vers 0, c'est un cas de goulot d'étranglement.

### Graphe biparti complet

Biclique K_{4, 4.}

Considérons le graphe d-régulier à 2 d sommets G ci-contre (n = 2 d).
Dans un graphe biparti complet, les valeurs propres de la matrice d'adjacence sont {\displaystyle d,0,0,\cdots ,0,-d}. On a donc {\displaystyle \lambda _{2}=0} et par conséquent {\displaystyle {\frac {d}{2}}\leq h(G)\leq {\sqrt {2}}d}.
En fait, si d est pair, on a {\displaystyle h(G)={\frac {d}{2}}}. Pour le montrer, dans le dessin ci-contre, considérons l'ensemble {\displaystyle W} des sommets rouges. On constate que {\displaystyle {\frac {d}{2}}} arêtes (vertes) s'échappent de chacun des {\displaystyle d} sommets rouges vers les sommets bleus et {\displaystyle {\frac {|\partial (W)|}{|W|}}={\frac {d\cdot (d/2)}{d}}}. Attention, ce n'est plus vrai si d est impair.
Pour d = 4 comme dans l'illustration ci-contre, on a h(G) = 2.

### Graphe complet
On considère le graphe d-régulier à d + 1 sommet où chaque sommet est connecté à tous les autres.
Cette fois, les valeurs propres de la matrice d'adjacence sont {\displaystyle d,0,0,\cdots ,0}. On a donc {\displaystyle \lambda _{2}=0} et par conséquent {\displaystyle {\frac {d}{2}}\leq h(G)\leq {\sqrt {2}}d}, comme dans le cas précédent.
De fait, {\displaystyle h(G)={\frac {d+1}{2}}} pour d impair et {\displaystyle h(G)={\frac {d}{2}}+1} pour d pair.
Comme il a déjà été signalé dans la définition, des graphes denses comme le graphe biparti complet et le graphe complet n'ont pas vraiment de mérite à être fortement expanseurs, et certains auteurs les rejettent en imposant un degré maximum au graphe.

## Famille de graphes expanseurs
Il est intéressant de considérer non un graphe isolé, mais toute une famille de graphes.

### Définition
On dit qu'une famille infinie {\displaystyle {\mathcal {G}}=\{G_{1},G_{2},\ldots \}} de graphes réguliers est une famille d'expanseurs s'il existe une constante {\displaystyle \epsilon >0} telles que {\displaystyle h(G)\geq \epsilon } pour chaque {\displaystyle G_{i}\in {\mathcal {G}}}. Autrement dit, chaque graphe de la famille est expanseur dans un facteur {\displaystyle \epsilon }.
Tous les auteurs s'accordent dans cette définition sur le fait qu'elle ne s'applique qu'aux graphes réguliers, mais on aurait pu imaginer qu'elle s'applique indifféremment à n'importe quelle famille de graphes.
Plusieurs auteurs demandent également que le degré d du graphe soit constant d'un membre de la famille à l'autre, mais il peut être intéressant d'avoir un degré qui évolue en fonction du nombre de sommets du graphe.

### Non-exemple
La famille des graphes cycles n'est pas une famille d'expanseurs, puisque le taux d'expansion d'un graphe cycle tend vers 0 quand le nombre de sommets tend vers l'infini. Le fait que chacun des membres de la famille, pris individuellement, soit un graphe expanseur dans un facteur 4/n ne suffit pas.

### Construction explicite et exemple des graphes de Margulis
Les familles d'expanseurs à d constant sont relativement difficiles à construire explicitement, et il est tout aussi malaisé de prouver qu'il s'agit effectivement de familles d'expanseurs et de calculer la constante correspondante. Gregori Margulis a exhibé la première de ces constructions en 1973, et c'est resté l'une des plus connues.

#### Description des graphes de Margulis
- les sommets du graphe Gm sont des paires d'entiers entre 0 et m - 1 ;
- les voisins du sommet (x, y) sont au nombre de 8 : (x + y, y), (x - y, y), (x, y + x), (x, y - x), (x + y + 1, y), (x − y + 1, y), (x, y + x + 1) et (x, y − x + 1), toutes ces opérations étant modulo m.

Par exemple, dans le graphe G9, le sommet (3, 4) a pour voisins (7, 4), (8, 4), (3, 7), (3, 1), (8, 4), (0, 4), (3, 8) et (3, 2).
Il s'agit là d'une famille d'expanseurs telle que {\displaystyle \lambda _{2}\leq 5{\sqrt {2}}} pour chacun des graphes de la famille.

#### Preuve et lien avec les graphes de Cayley de groupes linéaires
La preuve originelle de Margulis de l'expansion de la famille de graphes ci-dessus repose sur le fait que ces graphes sont des  graphes de Cayley des quotients du groupe {\displaystyle \Gamma =\mathrm {SL} _{2}(\mathbb {Z} )\rtimes \mathbb {Z} ^{2}} par des sous-groupes d'indice fini, et que le groupe {\displaystyle \Gamma } a la propriété (T) de Kazhdan. Un autre exemple (qui donne des graphes plus compliqués) d'application de cette méthode est l'ensemble des graphes de Cayley des groupes {\displaystyle \mathrm {SL} _{3}(\mathbb {Z} /p\mathbb {Z} )} par rapport aux images d'une partie génératrice fixée de {\displaystyle \mathrm {SL} _{3}(\mathbb {Z} )}, pour {\displaystyle p} parcourant les nombres premiers. Un autre exemple plus simple du même genre est celui des graphes de Cayley des groupes {\displaystyle \mathrm {SL} _{2}(\mathbb {Z} /p\mathbb {Z} )} par rapport aux générateurs {\displaystyle {\begin{pmatrix}1&2\\0&1\end{pmatrix}},{\begin{pmatrix}1&0\\2&1\end{pmatrix}}} pour {\displaystyle p>2} (dans ce cas la preuve de l'expansion repose sur une propriété plus subtile que la propriété (T)). 
L'expansion des quotients de groupes linéaires finiment engendré a été récemment le focus d'un important effort de recherche. Le théorème le plus général dans cette direction est le suivant (en fait un cas particulier du résultat principal de cette référence). 
Soit {\displaystyle \Gamma } un sous-groupe de {\displaystyle \mathrm {SL} _{n}(\mathbb {Q} )} engendré par une partie finie {\displaystyle \Omega }. Il existe un entier {\displaystyle N} tel que {\displaystyle \Gamma \subset \mathrm {SL} _{n}(\mathbb {Z} [1/N])}, et pour un nombre premier {\displaystyle p\not |N} on a donc une application bien définie {\displaystyle \pi _{p}:\Gamma \to \mathrm {SL} _{n}(\mathbb {Z} /p\mathbb {Z} )}. On suppose que le groupe {\displaystyle \Gamma } est Zariski-dense. Alors les graphes de Cayley des groupes finis {\displaystyle \pi _{p}(\Gamma )} pour les ensembles générateurs {\displaystyle \pi _{p}(\Omega )} forment une famille d'expanseurs. 
Un exemple (qui prédate le travail de Salehi-Golsefidy et Varju) est le suivant : l'ensemble des graphes de {\displaystyle \mathrm {SL} _{2}(\mathbb {Z} /p\mathbb {Z} )} par rapport aux générateurs {\displaystyle {\begin{pmatrix}1&3\\0&1\end{pmatrix}},{\begin{pmatrix}1&0\\3&1\end{pmatrix}}} pour {\displaystyle p\gg 1} premier. Noter que contrairement à l'exemple ci-dessus les matrices {\displaystyle {\begin{pmatrix}1&3\\0&1\end{pmatrix}},{\begin{pmatrix}1&0\\3&1\end{pmatrix}}} n'engendrent pas un sous-groupe d'indice fini dans {\displaystyle \mathrm {SL} _{2}(\mathbb {Z} )}, ce qui rend la preuve de l'expansion nettement plus difficile. 
L'intérêt de ces exemples vient de problèmes de la théorie des nombres.